# Skiftesman
Skiftesman kan utses om dödsbodelägare i ett dödsbo inte kan komma överens om hur tillgångar ska värderas eller om hur de ska fördelas, det vill säga skiftas genom arvskifte.
Ansökan ska göras till den tingsrätt där den avlidne var bosatt.
Ansökan får endast göras av dödsbodelägare.
Innan ansökan kan prövas fordras att sökanden betalar en ansökningsavgift.
Om boutredningsman redan är förordnad är denne automatiskt skiftesman. Ny skiftesman kan då inte utses utan att boutredningsmannen entledigas.
Står boet redan under förvaltning av testamentsexekutor, är denne utan särskilt förordnande skiftesman.
Av rättsfallet RH 1986:144 framgår att arvinge som genom testamente uteslutits från arv, ej längre är att anse som dödsbodelägare, sedan testamentet vunnit laga kraft. Arvinge, eller någon annan som haft samma befogenheter som denne, har därför ej ansetts äga rätt att ansöka om förordnande av skiftesman beträffande egendomen i dödsboet
Skiftesmannen har i första hand att försöka ena delägarna och få till stånd en frivillig överenskommelse det vill säga ett arvskifte. 
Lyckas inte detta verkställer skiftesmannen ett tvångsskifte som är en skriftlig handling som undertecknas av skiftesmannen och som snarast möjligt delges dödsbodelägarna. Godkänner samtliga delägar skiftet blir det omedelbart gällande. 
Vill delägare klandra skiftet skall talan väckas mot övriga delägare (klander av arvskifte) inom fyra veckor från delgivningen. Talan väcks genom ansökan om stämning på övriga dödsbodelägare.
Tingsrätten har då att enligt reglerna för rättegång i tvistemål ompröva skiftet och eventuellt skifta på annat sätt, vilket sker genom dom. Även beslut om återförvisning till skiftesmannen kan förekomma.
Skiftesmannen har rätt att erhålla skäligt arvode och ersättning för sina kostnader, som ska betalas av dödsboet.

## Fotnoter
1. ↑  https://lagen.nu/1958:637#K23
2. ↑  ”Arkiverade kopian”. Arkiverad från originalet den 7 mars 2017. https://web.archive.org/web/20170307124104/https://lagen.nu/1942:740#K10P9. Läst 28 februari 2009.
3. 1 2  https://lagen.nu/1958:637#K23P5
4. ↑  Domstolsverkets handböcker ”Arkiverade kopian”. Arkiverad från originalet den 6 oktober 2016. https://web.archive.org/web/20161006211138/http://www.dvhandbok.domstol.se/. Läst 15 oktober 2016.